# Bị can
Bị can là người hoặc pháp nhân đã bị khởi tố về hình sự và phải có nghĩa vụ có mặt theo giấy triệu tập của Cơ quan điều tra hoặc Viện kiểm sát. Bị can thường bị nhầm lẫn khái niệm với bị cáo.

## Quyền của bị can
Bị can có quyền được biết mình bị khởi tố về tội gì và giải thích về quyền và nghĩa vụ, bằng cách trình bày lời khai, nêu ra tài liệu, đồ vật, khi được yêu cầu. Bị can cũng có quyền đề nghị thay đổi người tiến hành tố tụng, người giám định, người phiên dịch theo quy định, tự bào chữa hoặc nhờ người khác bào chữa.
Bị can được nhận quyết định khởi tố; quyết định áp dụng, thay đổi hoặc hủy bỏ biện pháp ngăn chặn; bản kết luận điều tra; quyết định đình chỉ, tạm đình chỉ điều tra; quyết định đình chỉ, tạm đình chỉ vụ án; bản cáo trạng, quyết định truy tố; các quyết định tố tụng khác theo quy định.
Bị can có thể khiếu nại quyết định, hành vi tố tụng của cơ quan, người có thẩm quyền tiến hành tố tụng.

## Nghĩa vụ của bị can
Theo giấy triệu tập của Cơ quan điều tra, Viện kiểm sát thì bị can phải có mặt. Trong trường hợp vắng mặt không có lý do chính đáng thì bị can có thể bị áp giải, còn nếu bỏ trốn thì bị truy nã.